# Harm Kamerlingh Onnes
Harm Kamerlingh Onnes (Zoeterwoude, 15 februari 1893 - Leiden, 20 mei 1985) was een kunstenaar uit Leiden. Hij maakte tekeningen, aquarellen, gouaches, olieverfschilderijen en keramiek.
Hij heeft ook ontwerpen gemaakt voor postzegels en glas-in-loodramen. Hij is vooral bekend van de kleine, humoristische karakterschetsen van het dagelijks leven. In de periode 1915 tot 1925 is zijn werk beïnvloed door het modernisme. In 1918 ontwierp hij een aantal abstracte glas-in-loodramen voor J.J.P. Ouds Vakantiehuis De Vonk. Vanaf 1925, echter, is de alledaagse werkelijkheid zijn onderwerp. Zijn werk is vanaf dat moment uitsluitend figuratief. Mede door een bezoek aan het atelier van Mondriaan besefte hij dat de abstracte kunst niet voor hem was weggelegd.  
Zijn vader Menso was ook kunstenaar en hij gaf in 1911 aan zijn zoon toestemming om zich als kunstenaar te gaan ontplooien. De kunstenaar Floris Verster was een oom van Harm Kamerlingh Onnes. Een andere oom van Harm Kamerlingh Onnes, de oudste broer van zijn vader Menso, was de natuurkundige en Nobelprijswinnaar Heike Kamerlingh Onnes. Een aantal van zijn ontwerpen voor glas-in-loodramen heeft ontdekkingen van de natuurkundigen Pieter Zeeman en Hendrik Lorentz als onderwerp. Zo toont een van deze glas-in-loodramen een portret van Hendrik Lorentz en de door hem bedachte formules die het gedrag van elektronen beschrijven. Andere glas-in-loodramen tonen de meetinstrumenten waarmee de splitsing van spectraallijnen van atomen onder invloed van een magnetisch veld is gemeten (zeemaneffect). Ook heeft hij portretten gemaakt van de natuurkundigen Albert Einstein en Paul Ehrenfest. 
Harm Kamerlingh Onnes relativeerde zijn kunstenaarschap met de woorden 'aan te knoeien'. Men moet dat vooral zien als een manier om aan te geven dat Harm Kamerlingh Onnes geen theoretische onderbouwingen van zijn kunstenaarschap wilde geven.

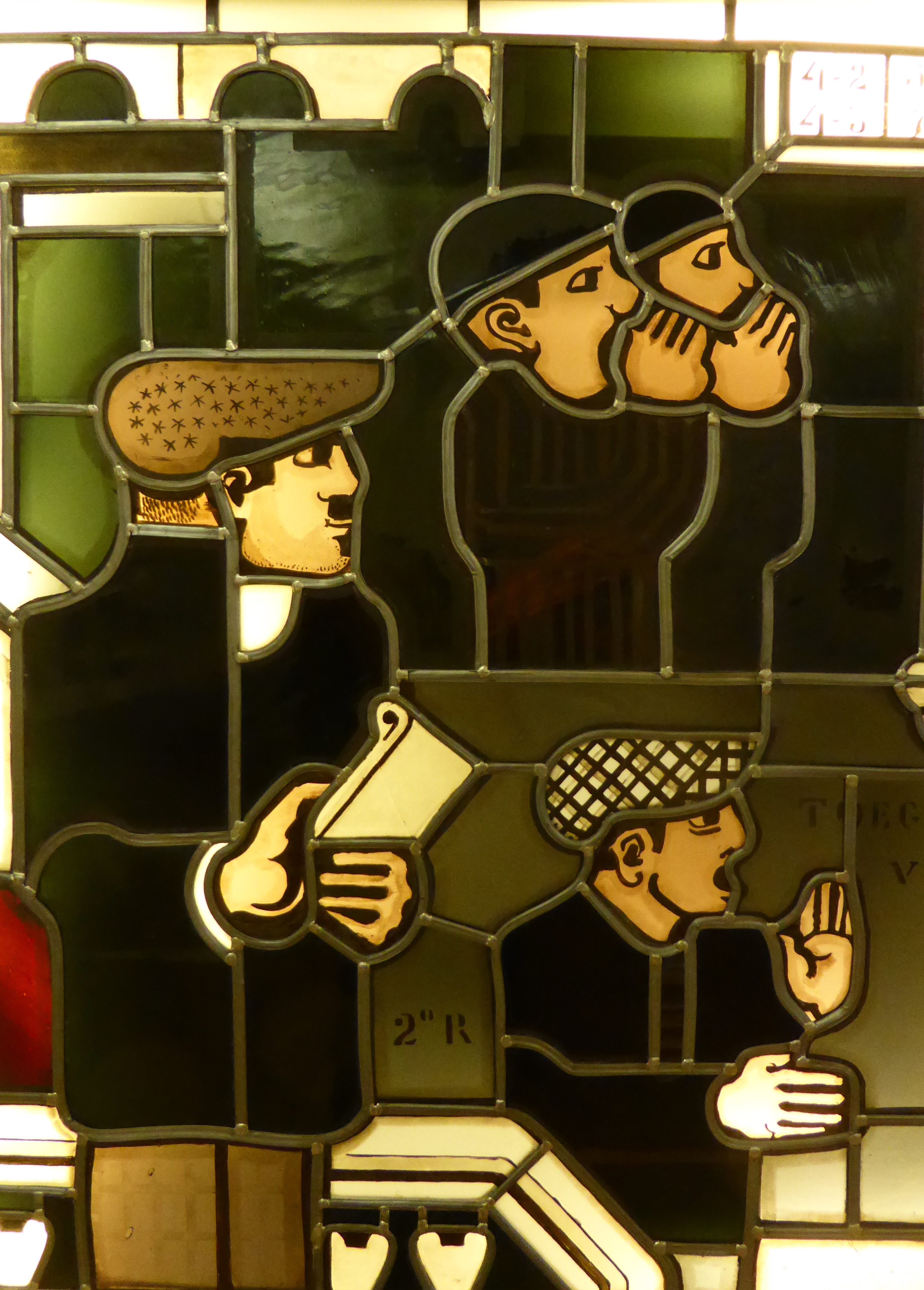
Raam voor Algemeen Handelsblad
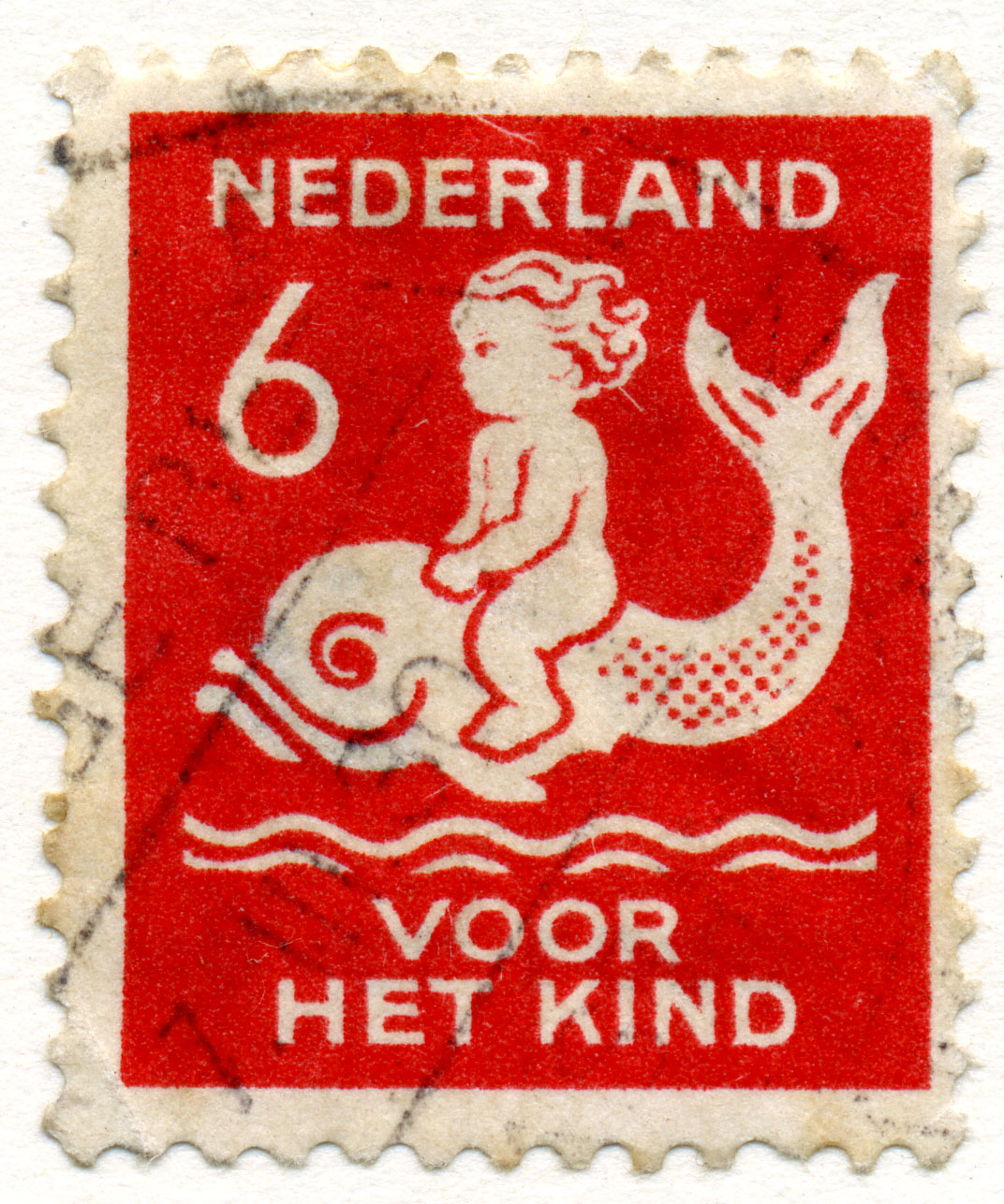
Kinderpostzegel, 1929
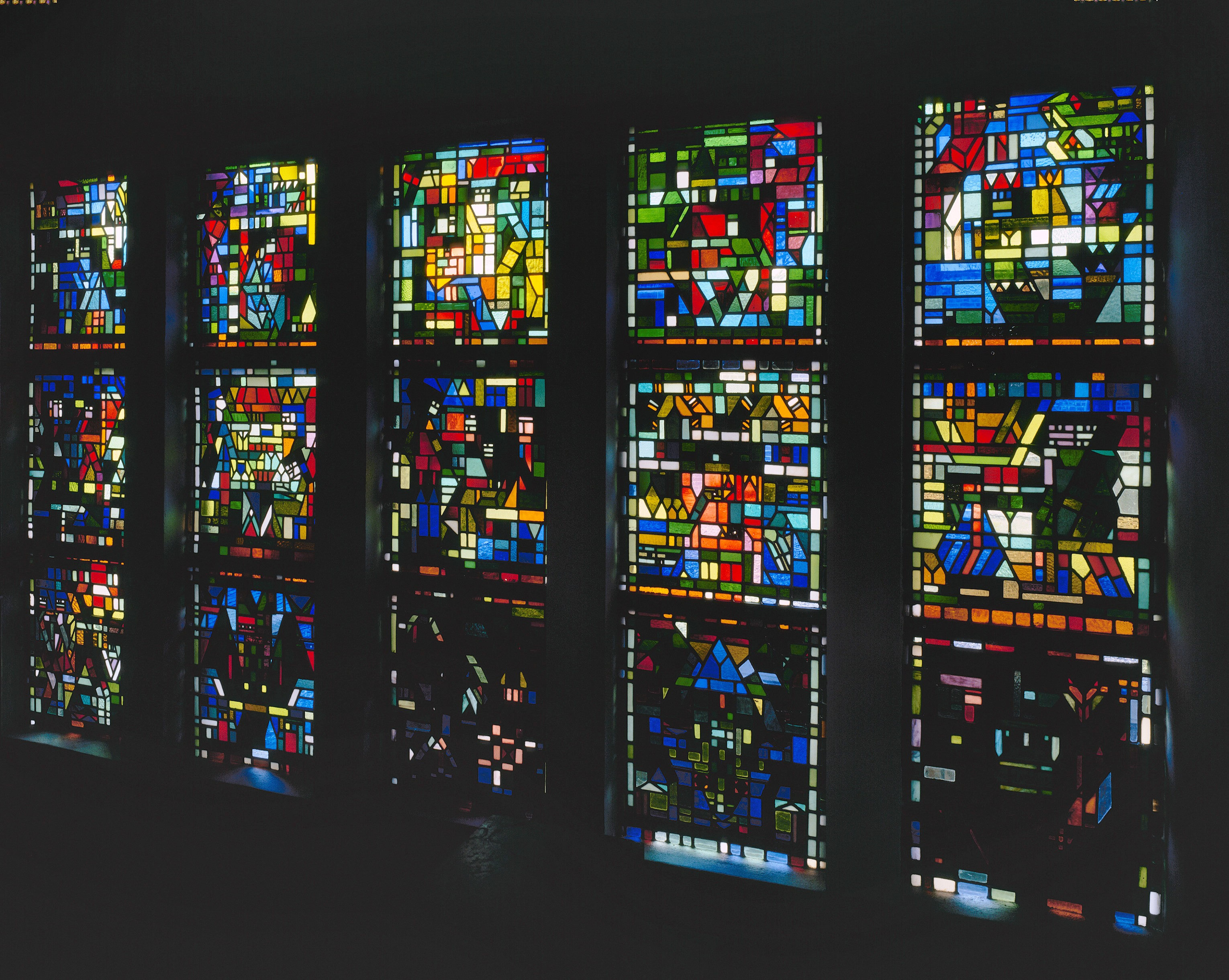
Glas-in-lood-ramen, Noordwijkerhout
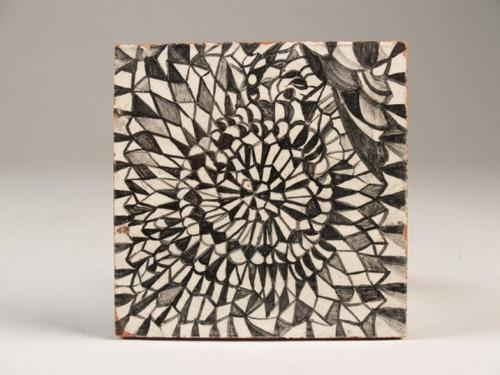
Tegel met geometrisch motief, 1953

## Werk in openbare collecties (selectie)
- Museum Boijmans Van Beuningen, Rotterdam[1]
- Rijksmuseum Amsterdam[2]
- Museum De Lakenhal[3]